# Deifeld

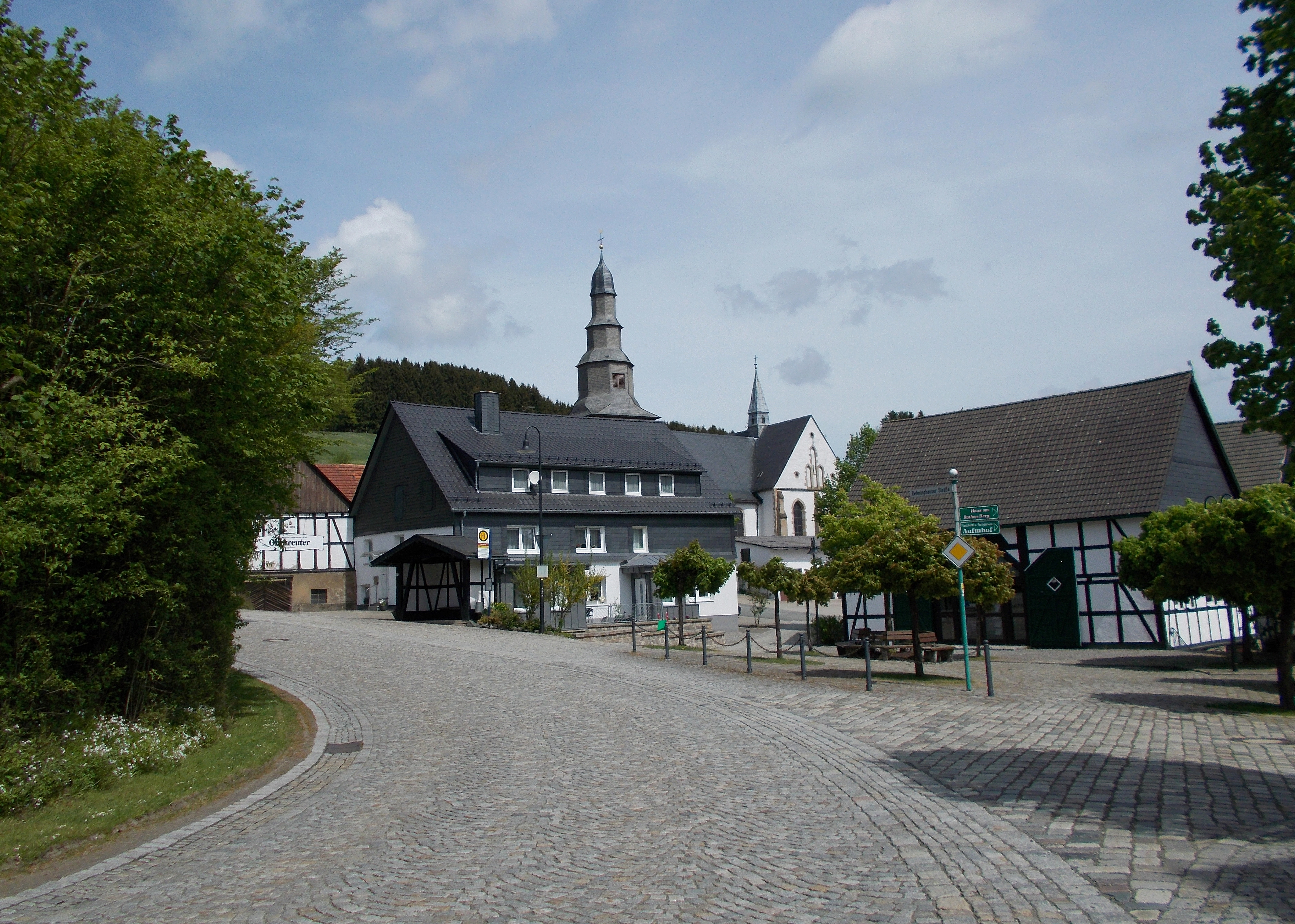
Deifeld

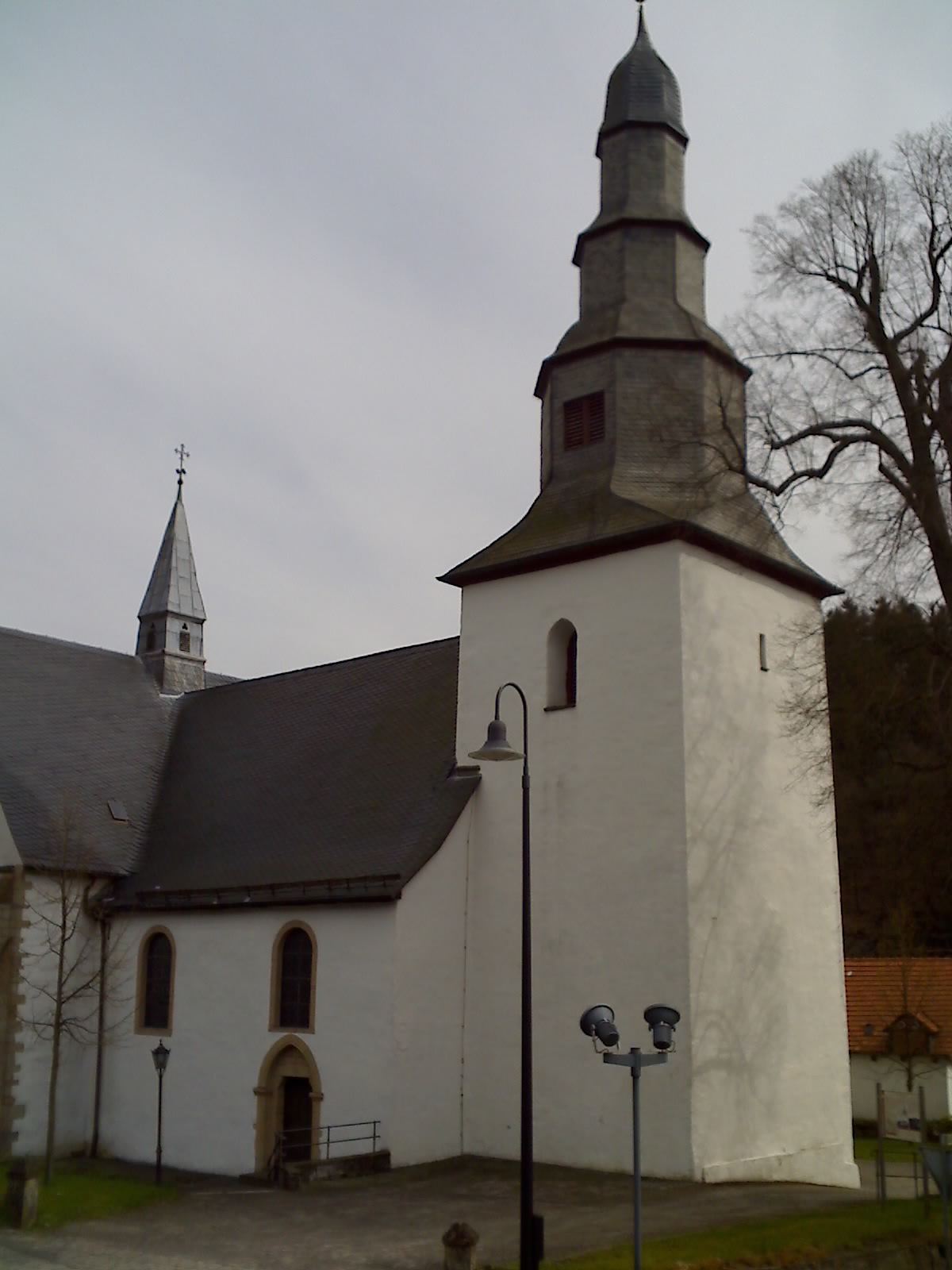
Katholische Pfarrkirche

Deifeld ist ein Dorf im Hochsauerlandkreis in Nordrhein-Westfalen (Deutschland). Es gehört zur Stadt Medebach und hatte im Februar 2021 265 Einwohner.

## Geschichte
In den  Jahren 1215 und 1237 wird erstmals ein Hof in Deifeld urkundlich erwähnt; der Ort muss jedoch älter sein, da er damals schon eine eigene Kirche besaß.
Im 13. Jahrhundert wird mehrfach eine Ritterfamilie von Develde als ansässig genannt. Begütert mit Grund und Zehntem waren hier die Edelherren von Büren.
Seit 1410 besaß der zur Freigrafschaft Düdinghausen gehörende Ort eine eigene Gerichtsbarkeit.
1816 wurde das 1266 erstmals urkundlich erwähnte spätere Wissinghausen eingemeindet.
Im März 1945 lebten in der Gemeinde Deifeld (einschließlich Wissinghausen) 240 Einheimische und 340 Evakuierte. Die Evakuierten stammten aus Städten, die sie wegen der Bombenangriffe verlassen hatten. Ferner war ein Lebensmittellager ins Dorf verlegt worden. Am 12. März wurde eine Fahrbereitschafts- und Reparaturkolonne der Wehrmacht in die Gemeinde verlegt. Bei den Soldaten handelte es sich meist um Litauer. Am 23. März wurde ein litauischer Wehrmachtssoldat auf dem Dorffriedhof begraben, nachdem er auf einer Dienstfahrt bei Brilon bei einem Tieffliegerangriff getötet wurde. Hunderte von US-Panzern durchfuhren am 29. März kampflos Deifeld. Die Wehrmachtskolonne ließ sich kampflos gefangen nehmen. Am 1. April erreichte ein deutscher Spähtrupp aus fünf Soldaten das Dorf und wurde von einem amerikanischen Sturmgeschütz beschossen. Ein deutscher Soldat fiel und wurde später auch auf dem Dorffriedhof begraben. Drei verwundete Deutsche wurden ins US-Lazarett transportiert. Nachdem im Kampf um Deifeld und Umgebung acht US-Panzer zerstört worden waren, zogen sich die US-Truppen kurzzeitig zurück. Im Gegenangriff wurde erneut Deifeld genommen und 25 deutsche Soldaten gefangen genommen. Als am 2. April erneut deutsche Soldaten Wissinghausen eroberten, wurde Deifeld bis zum 5. April evakuiert.
Im Zweiten Weltkrieg fielen 28 Deifelder und Wissinghäuser, zumeist an der Ostfront, als Soldaten oder starben in Gefangenschaft.
Mit dem Gesetz zur Neugliederung von Gemeinden des Landkreises Brilon wurde Deifeld am 1. Juli 1969 nach Medebach eingemeindet.